# 韦特 (上索恩省)
韦特（法語：Vaite，法語發音：[vɛt]）是法国上索恩省的一个市镇，属于沃苏勒区。

## 地理
韦特（47°35'31"N, 5°43'42"E）面积9.39 平方千米，位于法国勃艮第-弗朗什-孔泰大區上索恩省，该省份为法国东部内陆省份，北起顺时针与孚日省、贝尔福地区省、杜省、汝拉省、科多尔省和上马恩省接壤。
与韦特接壤的市镇（或旧市镇、城区）包括：欧泰、萨隆河畔当皮埃尔、芒布雷、罗什和罗库尔。

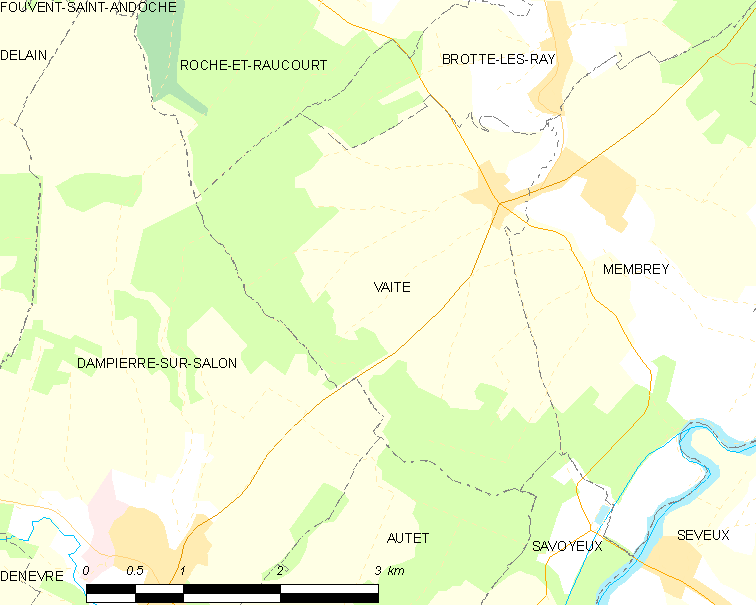
的OSM定位图

韦特的时区为UTC+01:00、UTC+02:00（夏令时）。

## 行政
韦特的邮政编码为70180，INSEE市镇编码为70511。

## 政治
韦特所属的省级选区为萨隆河畔当皮埃尔县。

## 人口

1962-2008年间人口变化图示

韦特于2022年1月1日时的人口数量为229人。